# Ilze Viņķele
Ilze Viņķele (Rēzekne, Letònia, 27 de novembre de 1971) és una política letona. Membre del partit liberal centrista Kustība Par!, és actualment ministra de Salut del país d'ençà del 23 de gener del 2019. Havia estat anteriorment ministra de Benestar social entre 2011 i 2014.